# Прјузо (Удине)
Прјузо је насеље у Италији у округу Удине, региону Фурланија-Јулијска крајина.
Према процени из 2011. у насељу је живело 141 становника. Насеље се налази на надморској висини од 458 м.